# Otis Harris
Otis Harris (né le 30 juin 1982) est un athlète américain.

## Palmarès

### Jeux olympiques
- athlétisme aux Jeux olympiques d'été de 2004 à Athènes  Grèce :
  -  Médaille d'or en relais 4 × 400 m.
  -  Médaille d'argent sur 400 m.

### Championnats du monde d'athlétisme
- Finale mondiale de l'athlétisme 2004 à Monaco :
  -  Médaille de bronze sur 400 m